# Camille de Briey

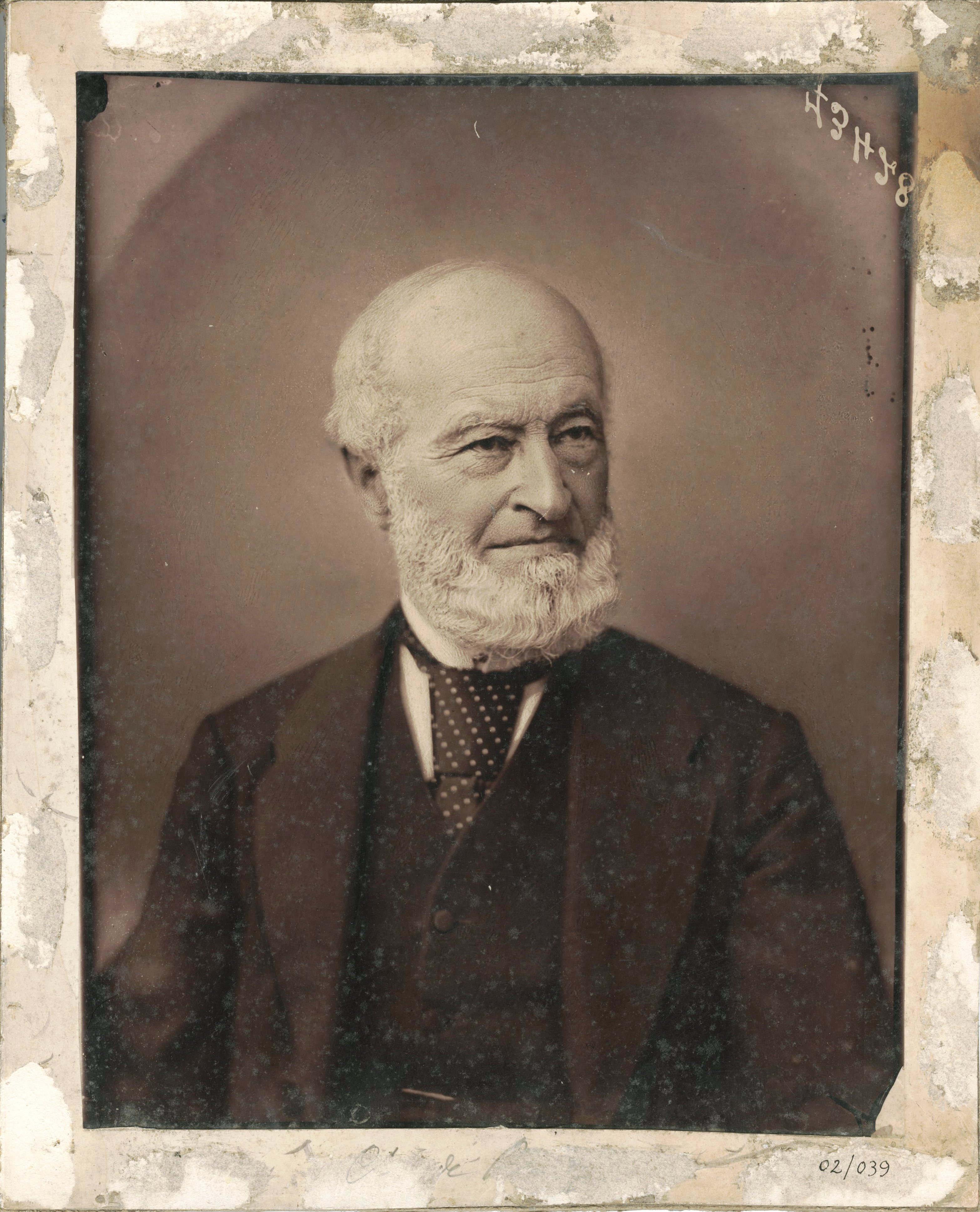
Graaf Camille de Briey

Graaf Camille de Briey (Ruette, 27 juni 1799 - Ethe, 3 juni 1877) was een Belgisch diplomaat, industrieel en katholiek politicus, onder meer als minister.

## Biografie

### Familie
Camille de Briey was een zoon van graaf Louis de Briey de Laclaireau (1772-1833), bestuurder van hoogovens, en Anne de Poully (1773-1799), die overleed weinige weken na zijn geboorte. Zijn vader had in 1816 adelserkenning verkregen met de titel van graaf, overdraagbaar bij eerstgeboorte. Camille, die niet de oudste zoon was, verkreeg in 1842 de titel van graaf voor zichzelf en voor al zijn nakomelingen.
Hij trouwde in 1829 in Omey met Laurence de Beauffort (1810-1869). Ze kregen drie zoons en vier dochters:
- Marie-Claire de Briey (1832-1876), trouwde in 1854 in Virton met graaf Stanislas de Broqueville (1830-1919), provincieraadslid van Oost-Vlaanderen en Antwerpen. Ze kregen twee zoons en vijf dochters, waaronder graaf Charles de Broqueville, premier, met afstammelingen tot heden.
- Albert de Briey (1835-1876), diplomaat en volksvertegenwoordiger, trouwde in 1859 in Seneffe met Alix Daminet (1839-1908), dochter van Adolphe Daminet, burgemeester van Seneffe, en kleindochter van Alexandre Daminet. Ze kregen vijf zoons en twee dochters, waaronder graaf Camille de Briey, volksvertegenwoordiger en gouverneur van Luxemburg, met afstammelingen tot heden.
- Laure de Briey (1847-1875), trouwde in 1871 in Brussel met baron Victor du Sart de Molembaix (1847-1900), geheim kamerheer van de paus. Ze kregen een zoon, maar zonder afstammelingen tot heden.
- Louis de Briey (1850-1918), volksvertegenwoordiger, trouwde in 1874 in Brussel met Louise Kervyn de Lettenhove (1852-1932), dochter van baron Joseph Kervyn de Lettenhove, volksvertegenwoordiger, minister en historicus. Ze kregen vijf zoons en drie dochters, met afstammelingen tot heden.

### Loopbaan
De Briey volgde in 1827 zijn vader op als eigenaar en bestuurder van hoogovens, na cavalerieofficier te zijn geweest in het Franse leger (1820-1827). Als jongeman had hij enkele jaren verbleven aan het hof van Saksen-Coburg, waar hij de latere koning Leopold I ontmoette. 
Hij werd verkozen tot katholiek senator voor het arrondissement Virton-Neufchâteau en oefende dit mandaat uit van 1839 tot in 1848. Hij was (gedurende vier maanden) minister van Financies (1841) en vervolgens minister van Buitenlandse Zaken (1841-1843) in het unionistisch kabinet van Jean-Baptiste Nothomb.
De Briey was daarna actief als diplomaat. Hij werd als buitengewoon gezant en gevolmachtigd minister gestuurd naar de Duitse Confederatie en naar de hoven van Hessen-Kassel, Hessen-Darmstadt, Nassau, Baden en Württemberg en naar de Vrijstad Frankfurt (1843-1853). Van 1853 tot 1855 was hij buitengewoon gezant bij het hof van Sint-Petersburg.